# Maisie Carr
Maisie Carr, nata Fawcett (Footscray Victoria, 26 febbraio 1912 – Canberra, 9 settembre 1988), è stata un'ecologo e botanica australiana.
Contribuì notevolmente alla conoscenza dell'unicità delle piante australiane e dei loro ecosistemi.

## Biografia

### Anni di formazione

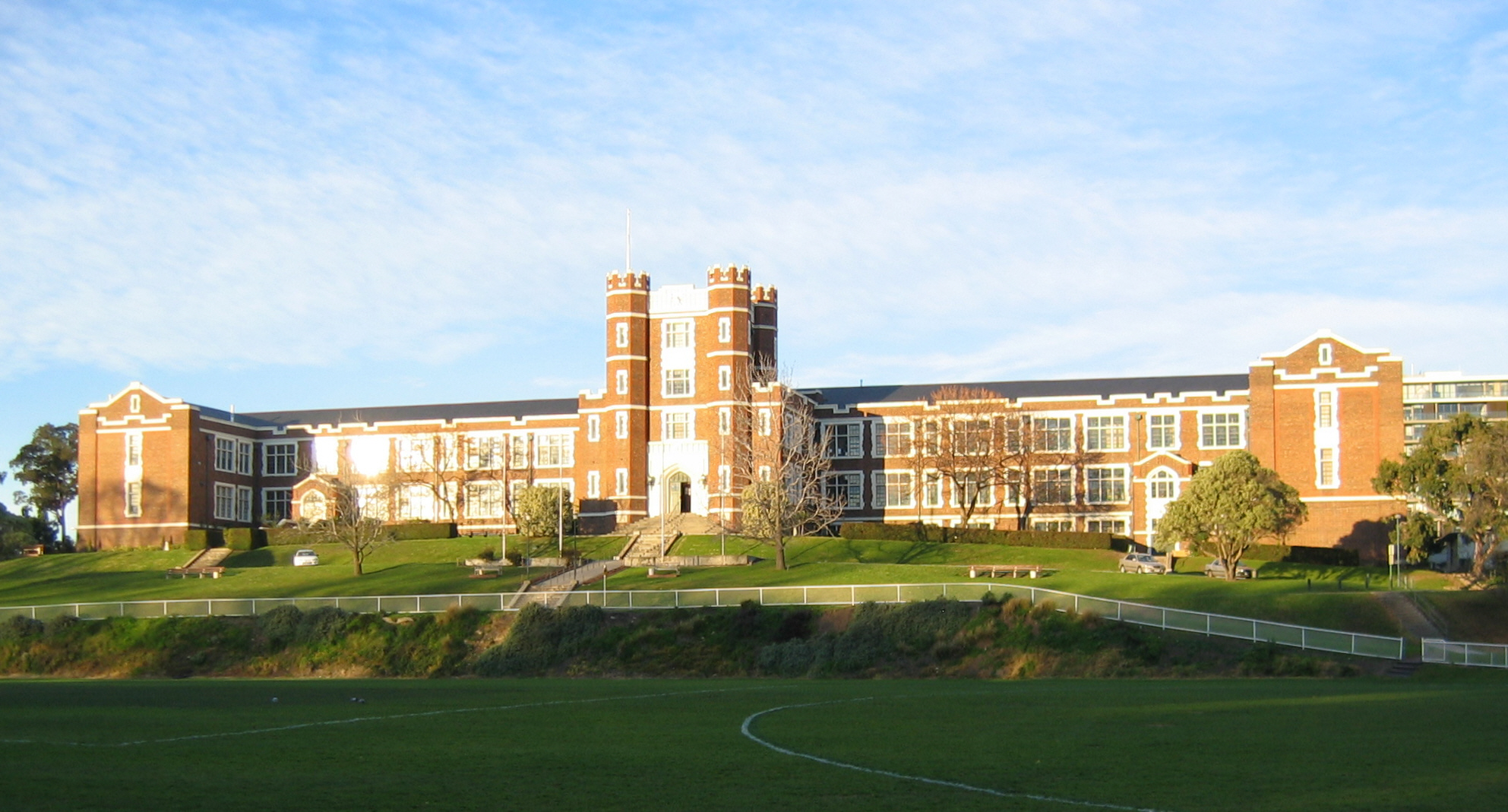
Melbourne High School, 2006

Maisie Carr, all'anagrafe Stella Grace Maisie Fawcett, nacque a Footscray, Melbourne. Nessuno dei suoi genitori aveva una formazione scientifica, ma il suo amore per le piante è stato probabilmente incoraggiato dalle visite alle vicine paludi salmastre, dal giardino di sua nonna e dalle lezioni sulla natura.
Maisie (come era sempre chiamata) frequentò la Hyde Street State School di Footscray, dove fu la prima della sua classe e Dux nel 1924, e poi frequentò la Melbourne High School. La sua diligenza era evidente fin dalla tenera età: nel 1920 vinse £2 in un concorso per aver trovato il maggior numero (87) di città postali australiane all'interno delle lettere di AUSTRALBA TOOTH PASTE (lo sponsor del concorso).
Dopo la laurea ritornò alla sua vecchia scuola elementare come insegnante, mentre di notte studiava zoologia e geologia all'Austral Coaching College. Maisie frequentò l'Università di Melbourne (con una borsa di studio del Teachers College Secondary), ricevendo il B. Sc. nel 1935 e il M. Sc. in Botanica nel 1936.
Le capacità accademiche di Maisie le fecero vincere numerose borse di studio. Nel marzo 1935 le fu assegnata la borsa di studio Howitt in storia naturale, istituita dall'eredità dell'entomologo Godfrey Howitt.
Nel dicembre 1936, Maisie ricevette la borsa di studio Wyselaskie, istituita da John Dickson Wyselaskie nel 1883.
Nell'aprile 1937, Maisie ricevette la borsa di studio Caroline Kay in Botanica; la borsa di studio fu istituita dal reverendo David Kay in memoria di sua figlia Caroline.

## Principali interessi di ricerca

### Ecologia delle Alpi australiane

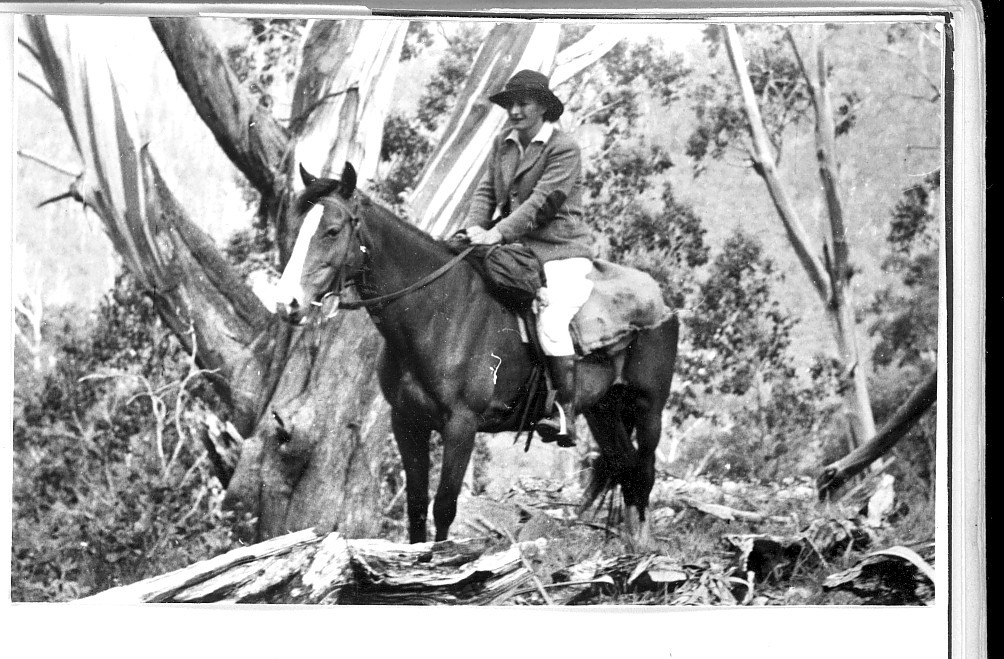
Maisie Carr sul suo cavallo "Sheila", Bogong High Plains, 1949

Sebbene le sue attività di ricerca iniziali si siano concentrate sui funghi corallini, ha studiato anche le malattie fungine e nematodi delle piante. Da studentessa, partecipò a escursioni sul campo con la McCoy Society for Field Investigation and Research e queste si son rivelate per decenni un presagio della sua successiva vita professionale. Nel 1936, Maisie partecipò a una delle spedizioni della società alle Sir Joseph Banks Islands, nel Golfo di Spencer nell'Australia meridionale, per intraprendere un'indagine scientifica completa delle isole.
Nel 1940, Maisie fu nominata segretaria del comitato per assegnare la borsa di studio Isabella D. Marshall per consentire a una studentessa di vivere lontano da casa per studiare all'Università di Melbourne. La signorina Marshall fu un'amante del metodo inglese alla School of Education dell'Università di Melbourne fino alla sua morte nel 1938. Gli amici della signorina Marshall hanno raccolto 500 sterline per finanziare la borsa di studio.
Dal 1941 in poi, Maisie ha condotto un'ampia ricerca ecologica innovativa nell'ambiente alpino australiano, dove lo sfruttamento eccessivo dei pascoli da parte di bovini e ovini era la causa dell'erosione del terreno e del degrado di un delicato ecosistema. I permessi per pascolare questi altipiani iniziarono alla fine del 1880 e le modifiche apportate dagli ungulati facilitarono l'arrivo (negli anni '20) dei conigli che causarono ulteriori cambiamenti.
Un'ulteriore motivazione per gli studi fu suggerita dalla minaccia di insabbiamento del suolo per la prossima costruzione del sistema idroelettrico Kiewa. Maisie fu la prima ricercatrice del Soil Conservation Board ed è stata responsabile della creazione di recinzioni di esclusione su terreni di riferimento a Bogong High Plains. Avendo escluso il pascolo da determinati appezzamenti di alta pianura (e non da appezzamenti adiacenti), Maisie e i membri del team registrarono cambiamenti nella ricrescita della vegetazione (sia di tipo che di densità) nel corso di decenni.
Nei primi anni, Maisie esaminò questi appezzamenti a cavallo da sola, mentre negli anni successivi con squadre di partecipanti (dal dipartimento di botanica, dall'Università di Melbourne). Questi appezzamenti sono diventati la serie continua più lunga dei siti di dati ecologici in Australia.

### Cronologia degli eventi dell'ecologia alpina

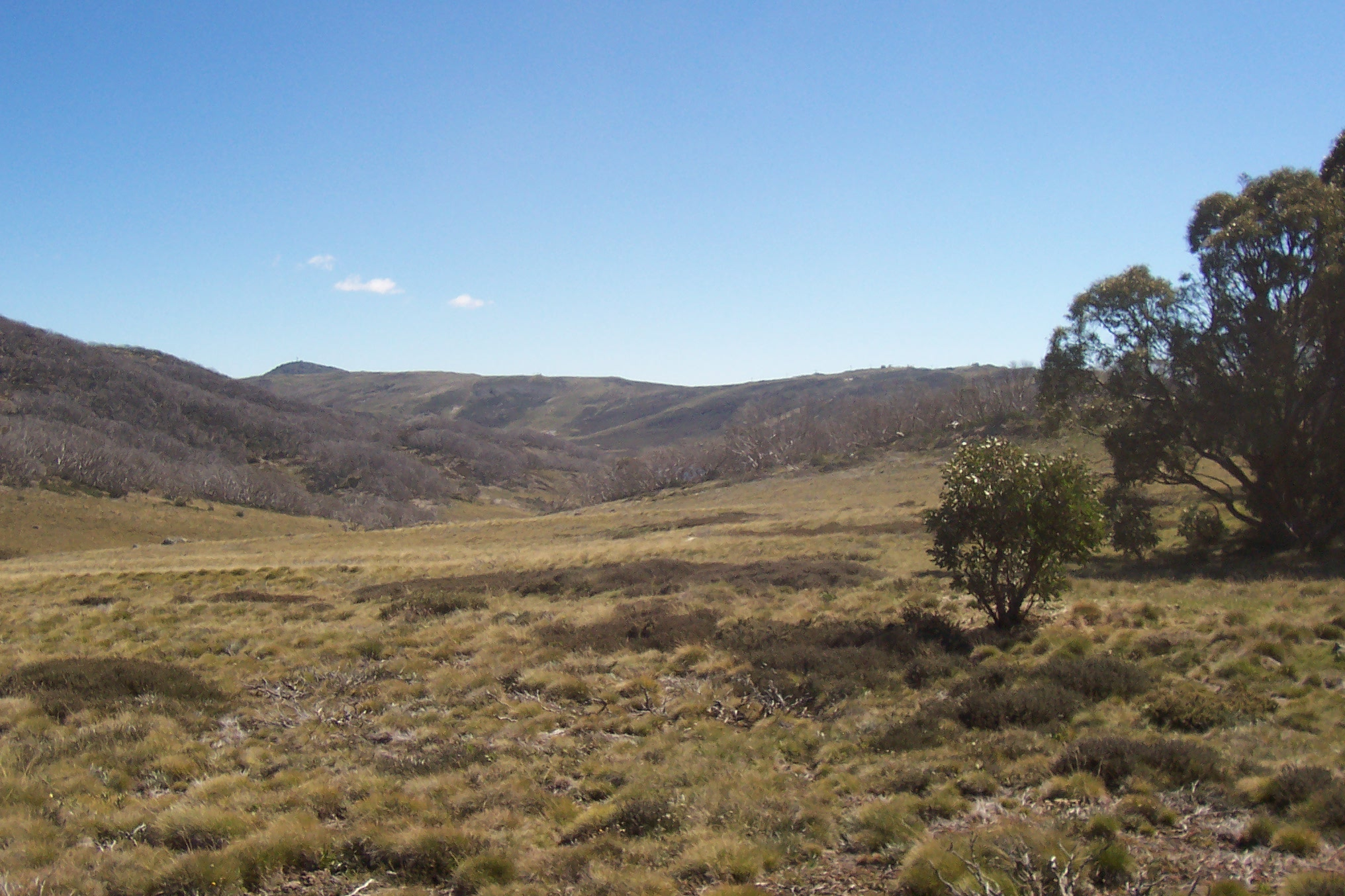
Altopiani di Bogong in estate

La sequenza degli eventi significativi dell'ecologia alpina e del ruolo di Maisie Carr è la seguente:
- 1944: Costituzione del Comitato per la Conservazione del Suolo, dove Maisie Carr era la ricercatrice ufficiale
- 1945: Creazione di terreni di esclusione a Rocky Valley
- 1946: Creazione di terreni di esclusione a Pretty Valley[1]
- 1947: pubblicazione del rapporto sull'ecologia del bacino idrografico di Hume
- 1966: una delle ultime spedizioni di Maisie nelle High Plains
- 1968: Il pascolo viene gradualmente ritirato dal Parco Nazionale Kosciuszko
- 1991: Il pascolo viene gradualmente eliminato al 20% delle Bogong High Plains
- 2005: viene vietato il pascolo dal Victorian Alpine National Park

### Tassonomia dell'eucalipto
Mentre iniziava la fondazione degli studi sull'ecologia alpina, Maisie si sentì frustrata dall'inadeguatezza delle pubblicazioni sulle flore e rispose preparando un indice botanico. Questo si evolse in una raccolta didattica di 100-200 esemplari di piante provenienti da quella regione del nord-est del Victoria. La raccolta è ancora oggi in uso per scopi didattici e di ricerca sul campo.
Gran parte di questo primo lavoro sulla tassonomia fu intrapreso mentre era impiegata presso l'Università di Melbourne (a partire dal 1949) nel dipartimento di botanica, diretto all'epoca dal Prof. J. S. Turner. Oltre ai suoi interessi di ricerca, tenne conferenze sulla tassonomia delle piante e sull'ecologia (a studenti di scienze e di agraria), diventando docente senior in quel dipartimento tre anni dopo.
Insieme al professor John Stewart Turner pubblicò dei rapporti accademici sui risultati degli esperimenti sulla recinzione di esclusione e, più in generale, sull'impatto distruttivo del pascolo sull'ecologia (della vita vegetale e del degrado del suolo) della regione alpina vittoriana.
L'interesse di Maisie per la tassonomia delle piante australiane (in particolare il genere Eucalyptus) si estendeva oltre le specie alpine e questo interesse è stato incoraggiato dal suo matrimonio (nel 1955) con Denis John Carr, anche lui un accademico nel dipartimento di botanica dell'Università di Melbourne. Il loro matrimonio è stato l'inizio di decenni di sforzi collaborativi per studiare la morfologia e la tassonomia delle piante. I loro studi proseguirono durante gli incarichi accademici (di DJ Carr) a Belfast (1960-1967) e successivamente in Australia (a Canberra, Australian National University dal 1968) dove Maisie era una ricercatrice ospite. I loro contributi accademici hanno prodotto dozzine di articoli, spesso raccolti in pubblicazioni altamente specialistiche.
La coppia era contraria a qualsiasi scissione del genere Eucalyptus in raggruppamenti più piccoli. Tuttavia, apportarono significativi contributi alle descrizioni della morfologia degli eucalipti. Le analisi filogenetiche pubblicate (basate su sequenze di DNA e morfologia) avrebbero dimostrato successivamente che l'eucalipto non era un genere particolarmente uniforme e che la classificazione avrebbe necessità di essere rivista. L'attuale e definitivo sistema di identificazione e informazione elettronica riguardante 894 eucalipti australiani è il EUCLID.

## Ultimi anni di vita
Maisie era una fumatrice accanita (di sigarette) e sviluppò una bronchite cronica. Alla fine fu ricoverata in ospedale per questo (e per le relative condizioni).
Morì venerdì 9 settembre 1988 al Royal Canberra Hospital. Fu sepolta nel cimitero di Gungahlin martedì 13 settembre 1988. 
Suo marito Denis morì sabato 19 luglio 2008 ed è stato sepolto con Maisie lunedì 28 luglio 2008.

## Eredità
L'Università di Melbourne ha istituito una serie di borse di studio, chiamate borse di studio Maisie Fawcett, in suo onore.